# Хуфхор
Хуфхор (Хирхуф, Херфуф) — египетский номарх Та-сети времён правления фараонов VI династии Меренра I и Пиопи II (XXIII век до н. э., конец Древнего царства). Сохранилось жизнеописание Хуфхора, высеченное на внешней стене его гробницы в Куббет эль-Хава на западном берегу Нила в Асуане, рядом с Первой катарактой на Ниле. В биографии повествуется о четырёх походах Хуфхора в Куш до третьего порога (по Нилу и через оазисы Ливийской пустыни).
Согласно надписи, высеченной на его усыпальнице, Хуфхор являлся в Египте местным князем, херихебом (жрец, читающий религиозные тексты), имел титулы «друга единственного» и «ими-из», а также являлся казначеем царя Нижнего Египта и начальником чужеземных отрядов, выполняющим все дела «главы юга». Был назначен правителем южной части Верхнего Египта и надсмотрщиком за караванами при фараоне Меренре I. Однако его главным делом было торговать с Нубией и налаживать связи с местными политическими лидерами. В своей жизни он возглавил, по крайней мере, 4 главных экспедиции. С последней он принёс человека, в переписке с Пиопи II названного карликом, очевидно, это был пигмей. Пиопи II карлик очень понравился, за что пообещал Хуфхору большую награду.
Владыка Египта трижды посылал Хуфхора в чужеземные страны, чтобы наладить дружественные отношения или покарать их. Первый раз он со своим отцом отправляется в Иам, чтобы «открыть путь в эту страну». Своё задание он выполняет за 7 месяцев, за что его хвалит фараон. Во второй раз его посылают в страны, называемые Иречет, Ахем, Теререс и Иречет в Куше. Он считает себя первооткрывателем этих стран, первым военачальником из Египта, который попал туда. И снова, выполнив задание фараона и привезя множество невиданных доселе даров, Хуфхор возвращается в Мемфис через Элефантину. Посланный снова в Иам, он встречает правителя этой страны. Правитель, увидев многочисленное войско, приведённое Хуфхором, откупается богатыми дарами.